# Ezequiel Schelotto
Matías Ezequiel Schelotto (Buenos Aires, 1989. május 23. –) argentin születésű labdarúgó, de olasz-argentin kettős állampolgár. Középpályásként bevethető. A Brighton & Hove Albion játékosa.

## Pályafutása

### Klubcsapatban
A Banfield ifijátékosa volt 2008-ig, ekkoer a feltörekvő, de még harmadik olasz vonalban szereplő Cesena játékosa lett. Első szezonja feljutást eredményezett a másodosztályba.
2009-10-ben a klub egyik legjobb játékosa lett.
2010 nyarán az Atalanta játékosa lett.
2011 tavaszára kölcsönadták a szicíliai Catania csapatához. Visszatérését követően az Atalantában alapember lett.
2013. január 31-én 5,3 millió euróért igazolta le az Inter. Az ekkor a Liverpoolhoz igazoló brazil, Philippe Coutinho 7-es mezszámát örökölte.
2013. február 24-én két perccel becserélése után gólt szerzett az AC Milan ellen, a végeredmény 1–1 lett.

### A válogatottban
2012. augusztus 15-én egy Anglia elleni barátságos mérkőzésen először játszott az azúrkék mezben.